# Chlorion maxillosum
Chlorion maxillosum är en biart som först beskrevs av Jean Louis Marie Poiret 1787.  Chlorion maxillosum ingår i släktet Chlorion och familjen grävsteklar.

## Underarter
Arten delas in i följande underarter:
- C. m. ciliatum
- C. m. maxillosum